# Martin Scheel
Martin Scheel (* 5. Dezember 1960 in Zürich) ist ein Schweizer Bergsteiger, Pionier des Sportkletterns und professioneller Gleitschirmflieger.

## Leben
Martin Scheel lernte Fernmelde- und Elektronikapparatemonteur. Mit 13 begann er zu klettern und trainierte mit dem legendären Kletterclub Üetliberg auf dem Zürcher Hausberg und in den Bockmattlitürmen im Wägital. Schon während der Lehrzeit gelangen ihm mehrere grosse kombinierte Touren in den Alpen. Als talentierter Felskletterer wurde er bald zum Vorreiter der neuen Philosophie des Freikletterns.
Früh machte er sich mit äußerst schwierigen Erstbegehungen einen Namen, wobei er den neuen Stil des freien Kletterns konsequent auf Routen in alpinen Wänden übertrug. Seine Neutouren sind zum Teil heute noch gefürchtet wegen der wenigen Sicherungshaken, die er dabei setzte.
Ein Markstein war die Route Supertramp in der 400 Meter hohen Nordwand des grossen Bockmattliturms, die er im August 1980 mit Gregor Benisowitsch eröffnete. Sie besitzt noch heute Kultstatus als eine der ersten grossen Freikletterrouten der Alpen im achten UIAA-Schwierigkeitsgrad. Es dauerte zwei Jahre, bis sie der deutsche Spitzenkletterer Wolfgang Güllich wiederholen konnte.
1987 begann Martin Scheel mit dem Gleitschirmfliegen und wurde 1989 Gleitschirmkonstrukteur, Test- und Wettkampfpilot. Ab 1996 war er Coach, Fotograf und Trainer der Schweizer Gleitschirm-Nationalmannschaft.
2002 gründete er eine eigene Werbeagentur in Chur. Er ist verheiratet und Vater von zwei Kindern.

## Wichtige Erstbegehungen (Auswahl)
- 1980/81 Metzerstrasse 59/61, 7a, Pelzli (Basler Jura). Mit Richi Signer
- 1983, Tranquille champagne, 7b+, Petit Capucin (Jura)
- 1980 Supertramp, 6c, Grosser Bockmattliturm, Nordwand. Mit Gregor Benisowitsch
- 1982 Eisbrecher, 6b, Graue Wand. Mit Thomas Müller und Roland Heer
- 1983 Polyquirl, 7b, Kleiner Bockmattlitum, Nordwand. Mit Wenzel Vodicka
- 1984 Amarcord, 7b+, 7. Kirchlispitze (Rätikon). Mit Christina Truniger, Roland Heer, G. Salamon
- 1984 Dohle Jonathan, 7b+, 7. Kirchlispitze. Mit Christina Truniger
- 1985 Kein Wasser kein Mond, 7c, Schafberg. Mit Kim Carrigan
- 1985 Truth of human desire, 7a, Titlis. Mit Kim Carrigan
- 1986 Hannibals Alptraum, 7c, 7. Kirchlispitze (Rätikon). Mit Robert Bösch
- 1988 Via Acacia, 7c, 7. Kirchlispitze (Rätikon). Mit Christina Truniger, Ch. Venetz, Andreas Lietha, Thomas Götz